# Joseph Kutzen
Joseph August Kutzen (* 24. März 1800 in Frankenstein, Landkreis Frankenstein, Provinz Schlesien; † 14. Oktober 1877 in Breslau) war ein deutscher Historiker, Philologe, Geograph, Pädagoge, Politiker und Mitglied der Frankfurter Nationalversammlung.

## Leben
Joseph August Kutzen war ein Sohn des Stadtmüllers und Ackerbesitzers in seinem Geburtsort Frankenstein. Er besuchte das Königliche Katholische Gymnasium in Glatz.
Von 1822 bis 1829 studierte er Geschichte, Philologie und Geographie an der Universität Breslau und der Friedrich-Wilhelms-Universität Berlin. In Breslau schloss er sich 1822 der Burschenschaft Arminia Breslau an. 1829 wurde er in Berlin zum Dr. phil. promoviert.
Nach seiner Promotion war er als Hauslehrer bei mehreren gräflichen Familien in Schlesien tätig, später wurde er Gymnasiallehrer in Breslau. Von 1832 bis 1837 war er Privatdozent, ab 1837 war er Professor für Geschichte und Geografie. 1849 schied er freiwillig aus dem Staatsdienst aus, wahrscheinlich aufgrund einer Verheiratung, die ihm materielle Unabhängigkeit bescherte. Von 1837 bis 1845 war er außerdem als Kustos der Universitätsbibliothek Breslau tätig. Von 1837 bis 1849 war er Mitglied der Wissenschaftlichen Prüfungskommission für Schlesien und Posen in Breslau.
Ab 1845 bis 1848 war er verantwortlicher Redakteur, später Herausgeber der Allgemeinen Oderzeitung in Breslau.
Im Revolutionsjahr 1848 war er Abgeordneter für den 25. Wahlkreis Schlesien in Frankenstein im Paulskirchenparlament. Er schloss sich der Fraktion Café Milani an. Nach 1848 war er als Kommunalbeamter und freier Schriftsteller in Breslau tätig. 1850 war er Mitglied des Volkshauses des Erfurter Unionsparlaments.

## Werke
- Geschichte des preußischen Staates, 2 Bände, Breslau 1831
- Perikles als Staatsmann, Grimma 1834
- Das deutsche Land, Breslau 1855
- Gedenktage deutscher Geschichte, Breslau 1860
- Die Grafschaft Glatz, Glogau 1873
- Aus der Zeit des siebenjährigen Krieges, Berlin o. J.